# Adam Lacko

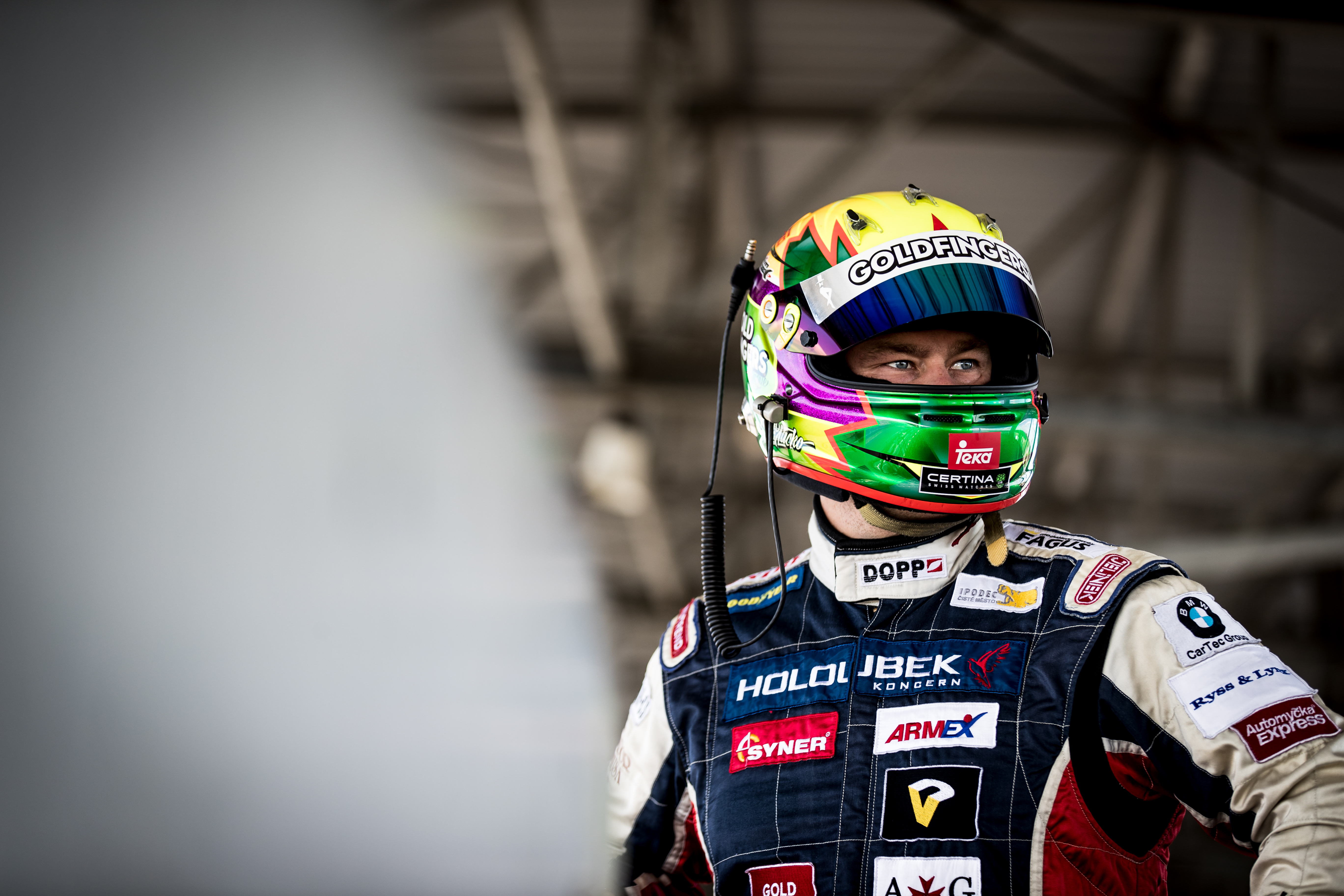
Adam Lacko 2017

Adam Lacko (* 24. September 1984 in Čeladná) ist ein tschechischer Automobil- und LKW-Rennfahrer.

## Karriere

### Tourenwagen- und GT-Motorsport
Adam Lacko stieg Anfang der 2000er Jahre in den Motorsport ein. 2005 startete er mit einem Alfa Romeo 156 GTA und einem BMW 320i in fünf Rennen der Tourenwagen-Weltmeisterschaft.
In den Jahren 2005, 2008 und 2009 trat er in der FIA-GT-Meisterschaft an. 2005 und 2009 fuhr er für die Teams Konrad Motorsport und K plus K Motorsport mit einem Saleen S7-R in der GT1-Wertung. 2008 ging er für das Team Charouz Racing System mit einem Mosler MT900R in der G2-Klasse an den Start, die in der GT-Meisterschafts-Saison zugelassen, jedoch nicht punkteberechtigt war. In der separat geführten G2-Wertung erreichte er den zweiten Platz.
In der FIA-GT3-Europameisterschaft fuhr er 2006 und 2008. Im ersten Jahr startete er für das Team Carsport Callaway und in der zweiten Saison trat er für MM-Racing jeweils mit einer Chevrolet Corvette Z06.R GT3 an.
2006 und 2007 ging er im Porsche Carrera Cup Deutschland an den Start.
In der ADAC GT Masters fuhr Lacko 2008 als Gaststarter an drei Rennwochenenden für das Team MM-Racing mit einer Chevrolet Corvette Z06.R GT3.
2009 und 2010 startete er in den Lamborghini-Markenpokalen Lamborghini Blancpain Super Trofeo und Lamborghini Super Trofeo Europe.

### Truck-Racing

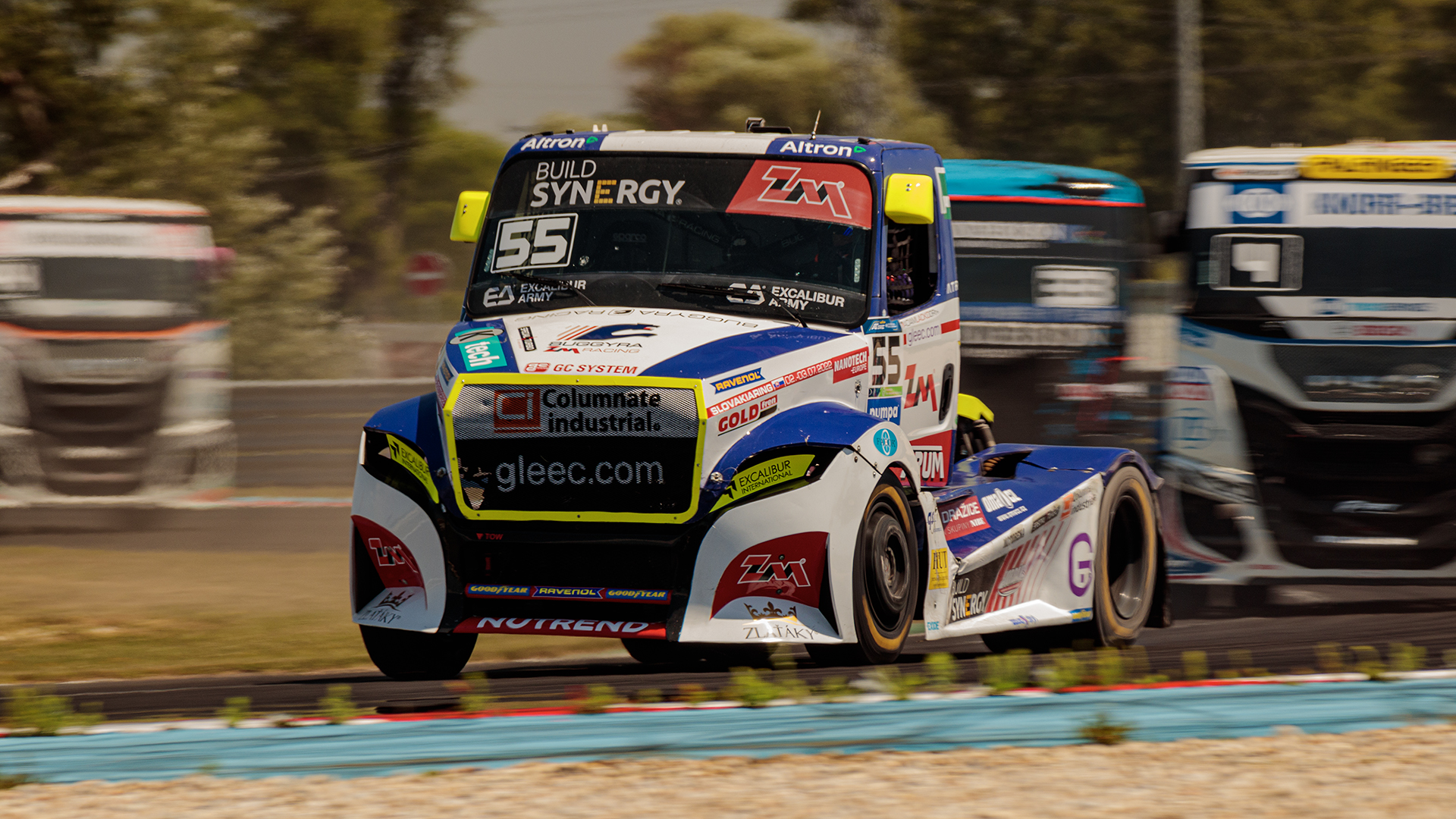
Adam Lacko 2022 in einem Freightliner-Race-Truck

Seine großen Motorsport-Erfolge erreichte Adam Lacko im Truck-Racing. Bereits 2004 startete er in der Race-Trucks-Wertung des FIA-Europa-Cups.
2006 und später ununterbrochen von 2010 bis 2022 trat er in der Truck-Racing-Europameisterschaft an, die ab 2006 von der FIA den Rang einer Meisterschaft erhalten hatte.
Sein größter Erfolg in dieser Rennserie war 2017 der Gewinn des Meistertitels. In den Jahren 2015, 2016 und 2018 wurde er Vizemeister. In den Saisons 2011, 2012, 2019 und 2021 wurde er Dritter in der Europameisterschaft.